# Pelagia (Sieriebriennikowa)
Pelagia, imię świeckie: Pelagia Iwanowna Sieriebriennikowa (ur. w 1809 w Arzamasie, zm. 30 stycznia 1884 w Diwiejewie) – święta mniszka prawosławna.
Była wychowywana przez matkę i ojczyma. Wydana za mąż w młodym wieku, urodziła kolejno dwóch synów i córkę, jednak wszystkie jej dzieci wcześnie zmarły. Po tych wydarzeniach udała się na spotkanie z późniejszym świętym mnichem Serafinem z Sarowa, który poradził jej, by wstąpiła do pozostającego pod jego opieką duchową monasteru żeńskiego w Diwiejewie. Pelagia wróciła jednak do domu; od tej pory zaczęła dziwnie się zachowywać - biegała po mieście, krzyczała i modliła się przed zamkniętymi cerkwiami. Jej mąż nie chciał jednak pozwolić jej odejść do klasztoru i bił żonę. Dopiero po latach takiego zachowania Pelagii rodzina kobiety zgodziła się na jej wstąpienie do monasteru w Diwiejewie. Również tam jej zachowanie nie zmieniło się: będąc posłusznicą, biegała po zabudowaniach klasztoru, rzucała kamieniami w okna cel, samookaleczała się wbijając sobie gwoździe w nogi, wreszcie odmawiała przyjmowania innych pokarmów niż chleb i woda.
Mniszka Pelagia uważana była w klasztorze za jurodiwą, szczególnie wybraną przez Boga, cieszyła się autorytetem u przełożonych monasteru, zaś wszystkie siostry nazywała swoimi córkami. Zmarła 30 stycznia 1884 po 45 latach pobytu w klasztorze. Według tradycji jej ciało przez dziewięć dni po śmierci nie ulegało rozkładowi i cudownie pokryło się świeżymi kwiatami. W 2004 została kanonizowana przez Sobór Biskupów Rosyjskiego Kościoła Prawosławnego - 31 lipca jako święta czczona lokalnie, zaś we wrześniu - powszechnie. Jej relikwie wystawione są w cerkwi Kazańskiej Ikony Matki Bożej w monasterze w Diwiejewie.